# Juan Carlos Varela
Juan Carlos Varela Rodríguez (ur. 12 grudnia 1963 w Panamie) – panamski polityk, lider partii Partido Panameñista, kandydat w wyborach prezydenckich w 2009. Wiceprezydent Panamy i minister spraw zagranicznych od 1 lipca 2009. Prezydent Panamy od 1 lipca 2014 do 1 lipca 2019.

## Życiorys
Urodził się w 1963 w mieście Panama. Ukończył inżynierię przemysłową w Technical Institute of Georgia w USA. Po studiach rozpoczął karierę biznesową i został dyrektorem kompanii Varela Hermanos Group S.A.
Pierwsze doświadczenia polityczne zdobywał jako menedżer w czasie kampanii politycznych w 1994 oraz w 1999. Został członkiem Partido Panameñista. Na konwencji tej partii 30 lipca 2006, został wybrany jej nowym przewodniczącym, zdobywając 58% głosów delegatów. W styczniu 2008 rozpoczął starania o nominację partii w wyborach prezydenckich w maju 2009. 10 lipca 2008 został mianowany kandydatem Partii Panameñista do wyborów prezydenckich w 2009, uzyskując 55% głosów i pokonując Alberta Vallarino.
W lutym 2009 wycofał się z wyścigu prezydenckiego i poparł kandydaturę Ricarda Martinelli, zostając jego kandydatem na stanowisko wiceprezydenta. Doprowadziło to do zjednoczenia opozycji w walce o fotel prezydencki przeciw rządzącej Rewolucyjnej Partii Demokratycznej (PRD). Po zwycięstwie Martinelliego w wyborach prezydenckich, Varela objął urząd wiceprezydenta oraz ministra spraw zagranicznych 1 lipca 2009.
4 maja 2014 zwyciężył w wyborach prezydenckich, wygrywając z kandydatem Demokratycznej Zmiany José Domingo Ariasem. Objął urząd prezydenta Panamy 1 lipca 2014.
Juan Carlos Varela był obecny w Krakowie, w czasie Światowych Dni Młodzieży 2016 podczas ogłoszenia Panamy jako gospodarza ŚDM w 2019.

## Odznaczenia
- Wielki Oficer Orderu Vasco Núñeza de Balboa[10]
- Wielka Wstęga Orderu Lśniącej Gwiazdy (2009, Tajwan)[11]
- Wielka Wstęga Specjalna Orderu Lśniącej Gwiazdy (2010, Tajwan)[11]